# De Romanticistas Shaolin's
De Romanticistas Shaolin's es una banda de Punk Rock y Pop Punk originaria de Argentina, popular entre los fanáticos de Attaque 77, al contar entre sus miembros a Federico Pertusi, quien formó parte de aquel grupo desde su creación en 1987, hasta su alejamiento, casi dos años, y luego de su debut discográfico.

## Historia
De Romanticistas Shaolin's, banda de Punk Rock formada en 1997 en Argentina por Federico Pertusi, exintegrante de Attaque 77, en voz y guitarra, Mauro Ambesi (Katarro Vandaliko, Géminis, Ninjas, Imperfectos, Jauría) en bajo, Sebastían Ambesi (Géminis, Ninjas, Ciberianos, Jauría) en guitarra y Pablo Badaracco (Katarro Vandaliko, Géminis, Ninjas) en batería en ese mismo año editan su primer trabajo llamado "Efecto Namores", el cual contiene temas inéditos de Attaque y otros propios de la banda.
En el año 2000 suman dos guitarras: el ex Attaque 77, Adrian "Chino" Vera, y Gabriel Otero, más una integrante en teclado; así que nace su segundo trabajo discográfico titulado "A donde vas, eh!?"
Para el 2002 graban Mexicaneandonos pero con varios cambios en la formación: se suma Juan Novoa a la voz y guitarra junto a Fede y Gaby solitario, Bada en batería y Martin Locarnini (Boas Teitas) en voz y guitarra, de esta forma queda compuesta una banda de punk con tres guitarras, algo muy inusual.
A finales del 2005 se anuncia la fecha despedida de la banda. Tomó lugar y fecha en el Teatro Bernal el 30 de octubre acompañando a la fecha de otra banda colega: Katarro Vandáliko. La fecha estaba anunciada con la participación de todos los integrantes de la banda que hayan pasado. Así, pasaron a lo largo de los temas Gabriel Otero, Martín Locarnini, Juan Novoa, Mauro. Llegando momentos en los que había 6 integrantes sobre el escenario.
Sin embargo, al poco tiempo, Federico graba su disco solista titulado After Punk. Si bien no sale con la autoría de De Romanticistas Shaolins (simplemente Romanticista) el disco forma parte de la banda.
En el mes de noviembre de 2006 se editó su quinto CD llamado "A la mejor vida!", presentado en público el 17 de marzo de 2007 en el Salón Dorado de Unione e Benevolenza en Capital Federal. La formación con la que salió al escenario fue para esta ocasión Federico Pertusi en voz y guitarra, Gabriel Otero guitarra, Mauro Ambesi en bajo, Badaracco en batería y dos teclados.
En diciembre de 2017 la banda se reunió luego de varios años de inactividad, presentándose en el aniversario Nro 20 de su sello discográfico "Mala Difusión". La fecha tuvo lugar en Uniclub y para esta ocasión la formación estuvo a cargo de Federico Pertusi en voz y guitarra acústica, su hermano Ciro en guitarra rítmica, Enzo Insegna en primera guitarra y Martin Locarnini en bajo, también estuvo como invitado Juan Novoa haciendo un set del disco Mexicaneandonos. En 2018 la banda continuó haciendo una serie de conciertos con la misma formación pasándose a llamar ‘’Romanticistas Club’’ donde iban participando invitados que estuvieron en la banda a lo largo de sus 20 años. En 2019 realizan una serie de conciertos en formato trío conformado por Federico Pertusi en voz y guitarra, Locarnini en bajo y en batería Claudio Leiva con quien ya había tocado en Attaque 77 en sus inicios y en Belfast a principios de los años 90. 
Entre el 2020 y 2021 Federico Pertusi compone y graba su último material de estudio titulado ‘’Alborotado’’. 
En 2022 la banda realiza una serie de presentaciones por los 25 años de ‘’Mala difusión’’ esta vez como quinteto, conformado por Federico en voz y guitarra, Claudio Leiva en batería, Julito Dollars en primera guitarra, Rober Borneo en bajo y Charli Chilote en teclados.

## Discografía oficial
- 1998 Efecto Namores Incluye temas viejos de Attaque 77 que casi no vieron la luz como "Bello Bello", "Clases" y "Yo te amo", la cual es una versión más "suave" con respecto a la letra original interpretada por Attaque.
- 2000 A Donde Vas Eh!? Incluye composiciones de Federico como también de Adrian Vera y Gabriel Otero. Entre ellas se encuentran "Religionaré", "Siempre en Vanidad".
- 2002 Mexicaneandonos Tercer disco de la banda donde mezclan 3 guitarras y el uso de batería electrónica. La idea que tuvo Federico en este disco fue lanzar tras los 12 temas iniciales del disco otros 10 más los cuales son otras variantes de los demás integrantes en la mezcla de sonido, por lo que el disco consta finalmente de 22 temas.
- 2005 After Punk Disco Solista de Federico Pertusi que incluye temas Punk Pop, mezclados en computadora.
- 2006 Belfast-Durango (A la mejor vida!) Contiene 13 temas, muchos de ellos versiones de temas de bandas de Federico que no lograron ver la luz anteriormente. Estas bandas fueron Belfast y Durango. Entre sus canciones figuran 2 temas inéditos de Attaque 77 ("De un lado ellos" e "Insano"), 3 canciones originales de Federico que Doble Fuerza grabó ("Sensaciones", "Harry de Belfast" y "7 Puñaladas") y una versión del tema "You're a better man than i" de The Yardbirds.
- 2012 Carlón Recopilación de 25 canciones desde 1999 al 2012.

- 2018 "Siempre en vanidad" Vinilo 7'

- 2019 Reversionandonos Incluye versiones nuevas de sus clásicos, también una canción del Chino Vera titulada Esa clase de paz y una canción inédita de nombre Tantana.
- 2021 Alborotado Incluye canciones inéditas compuestas en cuarentena entre el 2020 y 2021, Que mundo está incluido canción de Federico Pertusi  también realizada por de Cadena Perpetua.

- 2024 Luna en shaolin.

## Colaboraciones
El grupo colaboró en compilados tributos a Sex Pistols y Ramones, con los temas Submission y I Cant Make it on Time respectivamente.